# FTP服务器列表
以下是FTP服务器的列表。

## 图形界面
- Bullet Proof FTP Server （页面存档备份，存于）
- CesarFTP
- Cerberus FTP Server（英语：Cerberus FTP Server） （页面存档备份，存于）
- Gene6 FTP Server （页面存档备份，存于）
- GuildFTPd （页面存档备份，存于）
- RaidenFTPD
- Serv-U FTP Server （页面存档备份，存于）
- War FTP Daemon（英语：War FTP Daemon）
- WS_FTP Server （页面存档备份，存于）

## 文字界面
- AnomicFTPD
- BSD ftpd
- glFTPd（英语：glFTPd） （页面存档备份，存于）
- ProFTPd
- Pure-FTPd（英语：Pure-FTPd） （页面存档备份，存于）
- vsftpd （页面存档备份，存于）
- wu-ftpd（英语：wu-ftpd）